# Kámieniets
Kámieniets (bielorruso y ruso: Ка́менец; polaco: Kamieniec; yidis: קאמעניץ Kamenits; lituano: Kamianecas; hebreo: קמניץ דליטא Kamenitz D'Lita) es una ciudad subdistrital de Bielorrusia, capital del distrito homónimo en la provincia de Brest.
En 2017, la ciudad tenía una población de 8401 habitantes.
Se conoce su existencia desde 1276, cuando se menciona en la Crónica de Galitzia y Volinia como una localidad fortificada que protegía las fronteras del principado de Galitzia-Volynia. En 1366 pasó a pertenecer al Gran Ducado de Lituania, que en 1503 le dio un autogobierno local, probablemente relacionado con el Derecho de Magdeburgo; perdió su autogobierno en la partición de 1795, cuando fue incorporada al Imperio ruso. En el siglo XIX se desarrolló como una localidad principalmente judía, pero la mayoría de los judíos locales fueron asesinados por los nazis en la Segunda Guerra Mundial y fue reconstruida en el período soviético como una localidad bielorrusa. Adquirió estatus de ciudad en 1983.
Se ubica unos 30 km al norte de la capital provincial Brest.

## Patrimonio
- Torre de Kamianiec